# Ferida infectada
Feridas infectadas são as feridas que sofrem a invasão de microorganismos patogênicos que causam Infecção.

## Cuidados com feridas infectadas
Os cuidados com feridas infectadas são conhecidos desde a antiguidade, conforme é relatado no papiro de Smith. Os cirurgiões egípcios aplicavam açúcar em feridas desde 1700 a.C., através de combinações de mel e unguento aplicados diariamente na lesão com ataduras de pano fino. O mel possui ação bactericida explicada parcialmente pela composição em ácido fórmico, málico e lático, os quais lhe conferem um PH ácido de aproximadamente 4, fornecendo um ambiente desfavorável ao desenvolvimento de microrganismos (ALMEIDA, 1949).
Nos países em desenvolvimento, o mel continua sendo usado no tratamento de feridas infectadas. Estudos in vitro realizados com esse produto têm comprovado a sua ação inibidora no crescimento de microrganismos patogênicos, incluindo Streptococcus e Staphylococcus coagulase positivo, encontrados em feridas infectadas. Porém, não inibiu certas espécies de Cândida (BOSE,
1982). Outras substâncias que contêm açúcar, como o melaço e os xaropes, têm sido utilizadas desde tempos remotos por outros povos, como os índios do Peru, Chile e Colômbia, com grande sucesso (KNUTSON et al.,1981; FORREST, 1982; HERSZAGE et al., 1982).
CHIRIFE & HERSZAGE (1982) e HOLANDA (1984) ressaltaram que, embora substâncias naturais como o mel e o açúcar tenham sido usadas através dos tempos para tratamento local de feridas infectadas, nenhum estudo experimental rigoroso foi feito para elucidar a inibição do crescimento bacteriano e a melhora na cicatrização através da utilização desses produtos.

## Açúcar nas feridas infectadas
Por ser um produto de fácil acesso e baixo custo, é amplamente difundido. Apresenta inúmeros inconvenientes como: necessidade de trocas frequentes a cada 2 ou 4 horas, dor intensa pela acidificação do meio. O açúcar tem poder bactericida quando usado puro ou em pasta, porém não atua sobre bactérias esporuladas. O mecanismo mais aceito é o da ação hiperosmolar.
Características e Ações
1. Diminui o edema local.
2. Reduz a congestão vascular dos tecidos perilesionais, melhorando sua oxigenação e irrigação.
3. Desbrida os tecidos mortos e desvitalizados, através da degradação de fibrinas.
4. Estimulação de macrófagos.
5. Desenvolve a maturação do tecido de granulação – mecanismo desconhecido.
6. Não tem ação residual.
7. Não é absorvido pela lesão.

O açúcar, como agente tópico em feridas infectadas, tem sido usado para qualquer tipo de lesão da pele, desde pequenas perdas de substâncias à gangrena. É contraindicado em lesões isquêmicas, devido à irritação dos terminais nervosos.
O uso do açúcar parece superar todos os agentes tópicos no tratamento das feridas, considerando-se eficácia, inocuidade, tempo de tratamento, tolerância, baixo custo tanto para o paciente quanto para os hospitais, técnica de fácil assimilação e execução em ambiente domiciliar. Apesar de seus inúmeros efeitos benéficos, assim como nos demais tratamentos, não se dispensa o trabalho do cirurgião para limpeza, o desbridamento e a boa hemostasia. O uso deve ser criterioso com relação à frequência de troca do curativo, de 6/6 ou de 8/8h, até que as feridas não sejam mais secretantes, aumentando-se os intervalos de troca para de 12/12 ou de 24/24 h.
A troca mais frequente do curativo visa a manter a osmolaridade elevada na superfície da lesão, o que é fundamental para que ocorram seus efeitos terapêuticos. A ferida deve ser lavada com soro fisiológico e depois coberta com uma camada de açúcar, até não se visualizar mais o leito da mesma; ocular com gaze e esparadrapo, de acordo com a necessidade.